# صموئيل بيج
صموئيل بيج (بالإنجليزية: Samuel Page)‏ هو ممثل أمريكي، ولد في 5 نوفمبر 1976 في الولايات المتحدة.

## أعمال

### مسلسلات
- القرش
- ربات بيوت يائسات
- رجال ماد
- ميامي
- نيويورك
- فضيحة[4]
- كاسل

## وصلات خارجية
- صموئيل بيج على موقع IMDb (الإنجليزية)
- صموئيل بيج على موقع ألو سيني (الفرنسية)
- صموئيل بيج على موقع ميوزك برينز (الإنجليزية)
- صموئيل بيج على موقع أول موفي (الإنجليزية)
- صموئيل بيج على موقع قاعدة بيانات الفيلم (الإنجليزية)
- صموئيل بيج على موقع كينوبويسك (الروسية)